# Lepidozia fragillima
Lepidozia fragillima là một loài Rêu thuộc họ Lepidoziaceae. Loài này được Herzog mô tả khoa học đầu tiên năm 1942.